# Periergates
Periergates is een kevergeslacht uit de familie van de boktorren (Cerambycidae). De wetenschappelijke naam van het geslacht werd voor het eerst geldig gepubliceerd in 1872 door Lacordaire.

## Soorten
Periergates omvat de volgende soorten:
- Periergates badeni Bates, 1885
- Periergates chiriquensis Bates, 1885
- Periergates rodriguezi Lacordaire, 1872